# Durine-Formation
Die Durine-Formation ist eine geologische Formation des Hebriden-Terrans, die während des Ordoviziums entlang der Nordwestküste Schottlands abgelagert wurde. Sie gehört zur Durness Group.

## Etymologie

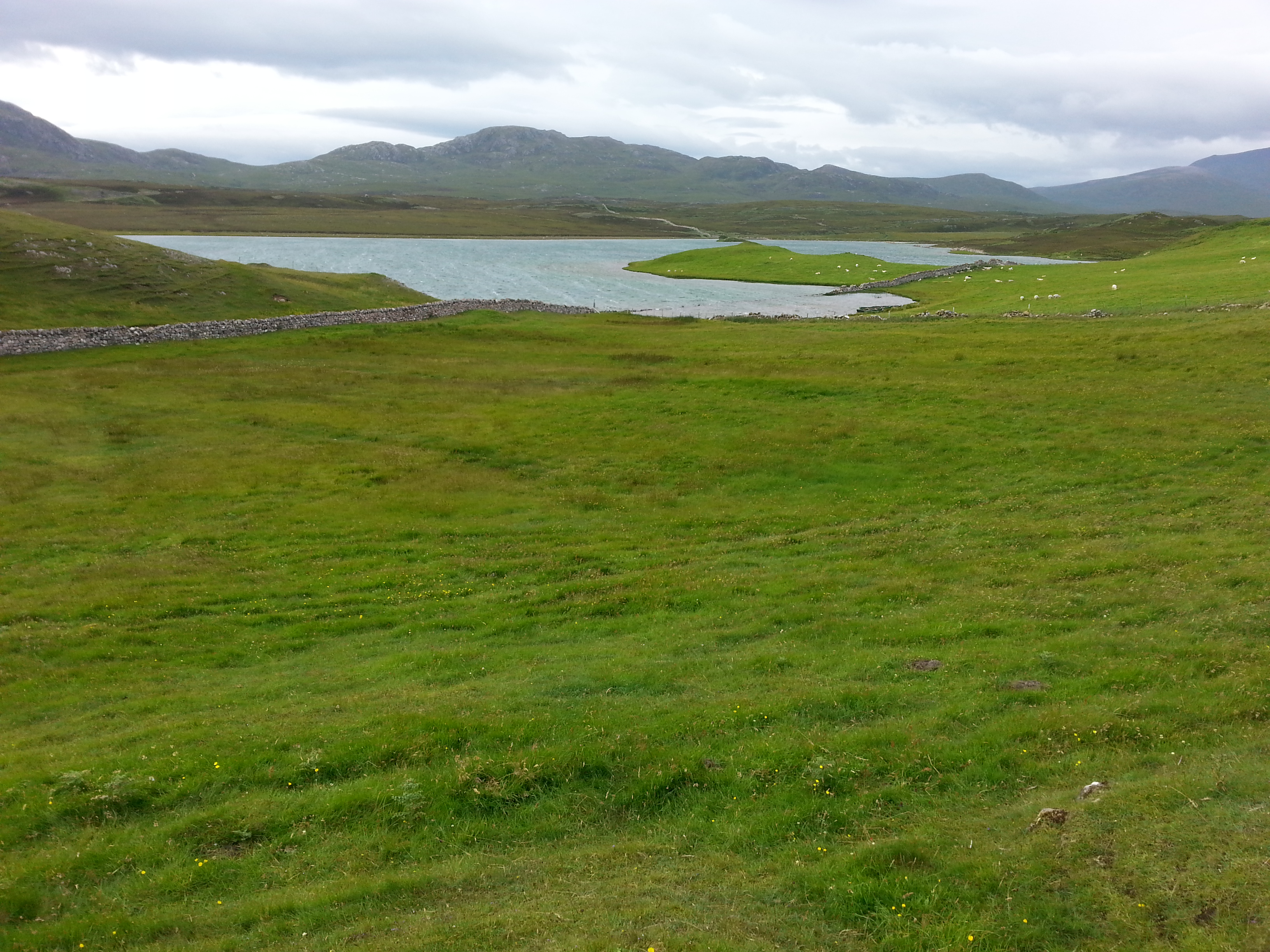
Der Loch Caladail liegt vollständig inmitten der Durine-Formation

Die Durine-Formation ist nach der Ortschaft Durine (manchmal auch nur Durin) bei Durness benannt. Das Schottische-Gälische Dubh rinn bedeutet Schwarzer Landvorsprung, abgeleitet vom Adjektiv dubh (schwarz) und dem weiblichen Substantiv rinn (Punkt, Spitze, Vorsprung, Landzunge, Kap).

## Geschichtliches
Charles Lapworth hatte bereits im Jahr 1883 die Formation angesprochen, aber noch nicht ausdrücklich definiert. Auch Benjamin Neeve Peach und John Horne bearbeiteten sie im darauffolgenden Jahr. Im Jahr 1907 wurde sie dann von Peach und Kollegen als Formation VII bezeichnet und ausführlicher beschrieben.

## Geographie
Die Durine-Formation ist in einem maximal 1 Kilometer breiten, rund 3 Kilometer nach Südsüdwest streichenden Band unmittelbar westlich von Durness aufgeschlossen. Dieses Band reicht von der westlichen Sango Bay im Norden bis nahezu an den Kyle of Durness im Süden. Eingeschlossen wird hierbei der Loch Caladail.
Die Formation ist nirgendwo zusammenhängend aufgeschlossen, sich stratigraphisch nicht überlappende Teilaufschlüsse von 55 Meter (bei Glebe), 12 Meter (in einem Strassenschurf) und 66 Meter (am Loch Caladail) ergeben jedoch eine minimale Gesamtmächtigkeit von 133 Meter.

## Stratigraphie
Die Durine-Formation, die letzte der sieben Formationen der Durness Group, besitzt eine minimale Mächtigkeit von 80 bis 133 Meter, gelegentlich wird von einigen Autoren auch bis zu 200, 250, ja gar bis 330 Meter angegeben. Der Kontakt zur unterlagernden Croisaphuill-Formation ist scharf und konkordant, kann aber auch graduell erfolgen. Das Hangende der Formation wird von der Moine Thrust Zone tektonisch abgeschert.

### Sequenzstratigraphie
Die Durine-Formation gehört vollständig zur Supersequenz Scottish Laurentian Margin IV (SLM IV) bzw. zur Supersequenz Sauk IIID. Gegenüber dem in der Oberen Croisaphuill-Formation etablierten Hochstand-Systemtrakt (Englisch Highstand Systems Tract oder abgekürzt HST) zeigt sie regressive Tendenzen, d. h. einen allmählich abfallenden Meeresspiegel.

## Lithologie
Die Formation setzt mit hellgrauen, feinkörnigen Dolomiten und dolomitischen Kalken ein. Im unteren Abschnitt erscheinen sodann von Wurmbauten gescheckte Karbonatlagen (Fleckenkarbonate), die Dolosteine werden häufiger und die Cherts ändern ihre Färbung von schwarz nach orange-rosa. Hellgraue, parallel-geschichtete, mit Rippeln versehene Dolostones gewinnen langsam an Bedeutung und werden schließlich im oberen Abschnitt beherrschend.
Einige Schichtoberflächen zeigen karstische Verwitterung.

### Lithofazies
Lithofaziell ist die Durine-Formation dem oberen Subtidal zuzuordnen – indiziert durch Bänderkarbonate. Planare, aber auch wellige Laminationen verweisen bereits auf flaches Intertidal und Supratidal.
Folgende Lithofazies lassen sich in der Formation erkennen:
- Oolithischer Grainstone/Packstone – mittleres bis oberes Subtidal
- Bänderkarbonate (selten) – mittleres bis oberes Subtidal
- Wellig-laminierter und planarer Stromatolithen-Boundstone im Hangenden – oberes Intertidal bis oberes Supratidal
- Parallel-laminierte Karbonate (selten) – oberes Intertidal bis oberes Supratidal.

## Fossilien
Die Durine-Formation enthält an Fossilien Microbialite, planare, mikrobielle Laminite, Algenabdrücke und hämisphärische Stromatolithen. Außerdem treten Conodonten auf, welche der Tripodus-laevis-Zone und der Histiodella-altifrons-Zone zuzuordnen sind.

## Tektonik

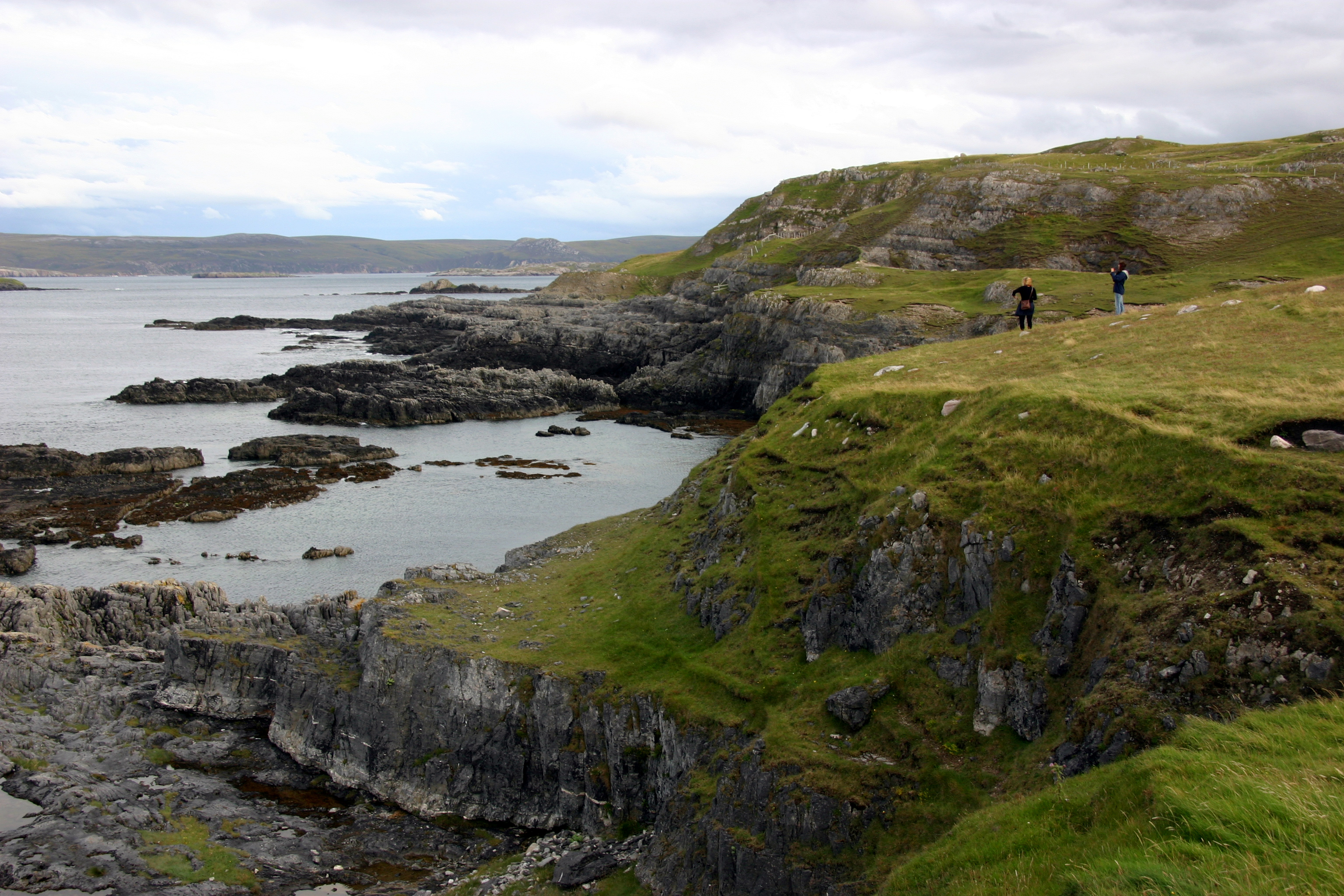
Die Durine-Formation ist hier entlang der Sango Bay nördlich von Durine aufgeschlossen

Die Durine-Formation, deren Schichten generell 23° nach Südost einfallen (jedoch bis zu 55° versteilen können), wird von Bruchtektonik betroffen. Die Brüche folgen hierbei vorwiegend den Richtungen Ostnordost, Ost und Ostsüdost. Die Ostsüdost-streichende Verwerfung am Ansatz zur Landspitze Faraidh Head durchlägt die gesamte Schichtfolge der Durness Group. Am Kontakt trifft die Durine-Formation jetzt auf ursprünglich höherliegende Deckengesteine der Moine Supergroup, die entlang der Störung auf ihrer Nordseite tektonisch abgesenkt wurden. Vergleichbar ist die Ostnordost-streichende Störung am Südrand des Aufschlussgebietes, die hier die stratigraphisch tiefere Eilean-Dubh-Formation auf gleiches Niveau angehoben hat.
Die Gesteine der Moine Supergroup waren mittels der Moine Thrust Zone eingeschoben worden. Die Bewegungsrichtung der vor 430 Millionen Jahren im Silur angelegten Überschiebungen war vorwiegend nach Westnordwest bis Nordwest ausgerichtet.
Erst viel später im Perm und in der Trias kam es zu Krustendehnung und das überfahrene Schichtpaket mitsamt seiner Schublast brach staffelförmig in mehreren Schollen anhand von steilstehenden, Nordnordost- bis Nordost-streichenden Verwerfungen als Halbgräben ein. Beispielsweise begrenzt eine Nordnordost-streichende Störung den über Tage anstehenden Ostrand der Formation gegenüber dem so genannten Oystershell Rock – einem mylonitisierten Gneis des Lewisians. Anhand der ersten Scholle erfolgte eine Absenkung von etwa 250 Meter, in der zweiten Scholle jedoch kommt die Durine-Formation bereits rund 800 Meter unter Meeresspiegel zu liegen.
Dieser strukturell noch relativ einfache Halbgrabenbau wurde sodann von den eingangs erwähnten Querbrüchen und Verwerfungen weiter zerhackt.

## Alter
Die Durine-Formation setzt mit dem Beginn des Dapingiums vor rund 470 Millionen Jahren ein. Die Obergrenze der Formation dürfte bei 468 Millionen Jahren liegen.
In der Durine-Formation sind die jüngsten Sedimente aufgezeichnet, welche noch vor der Grampian Orogeny und der folgenden Skandischen Orogenese auf dem schottischen Abschnitt des laurentischen Kontinentalrandes abgelagert wurden. Ihr Hangendalter ist daher von großer Bedeutung für weitergehende tektonische Interpretationen. Die obersten Lagen lieferten in einer nur wenig diversifizierten Fauna das Conodontentaxon Histiodella altifrons. Dieses entspricht der unteren Histiodella-altifrons-Zone und somit dem späten Dapingium (rund 468 Millionen Jahre).
Die Alter dieser jüngsten Sedimente stimmen erstaunlich gut mit den Intrusionsaltern von Granitoiden des S-Typus während der Grampian Orogeny überein. Diese Granite waren um 470 Millionen Jahren aus aufgeschmolzenen Sedimenten der Unterkruste hervorgegangen. Der Peak der verursachenden Metamorphose konnte hierbei anhand von Samarium-Neodym-Altern an Granat mit dem Zeitraum 473 bis 465 Millionen korreliert werden.
Die erhaltene Hangendgrenze der Formation ist ebenfalls zeitgleich mit dem Hangenden der Dalradian Supergroup (Margie Limestone Member – 477 bis 472 Millionen Jahre) und mit der über dem Border Ophiolite liegenden  Dounans Limestone Formation (473 bis 470,2 Millionen Jahre). All dies deutet auf ein tektonisch bedingtes Sedimentationsende in der Durness Group – und nicht auf eine zufällige Erosionsfläche.

## Siehe auch

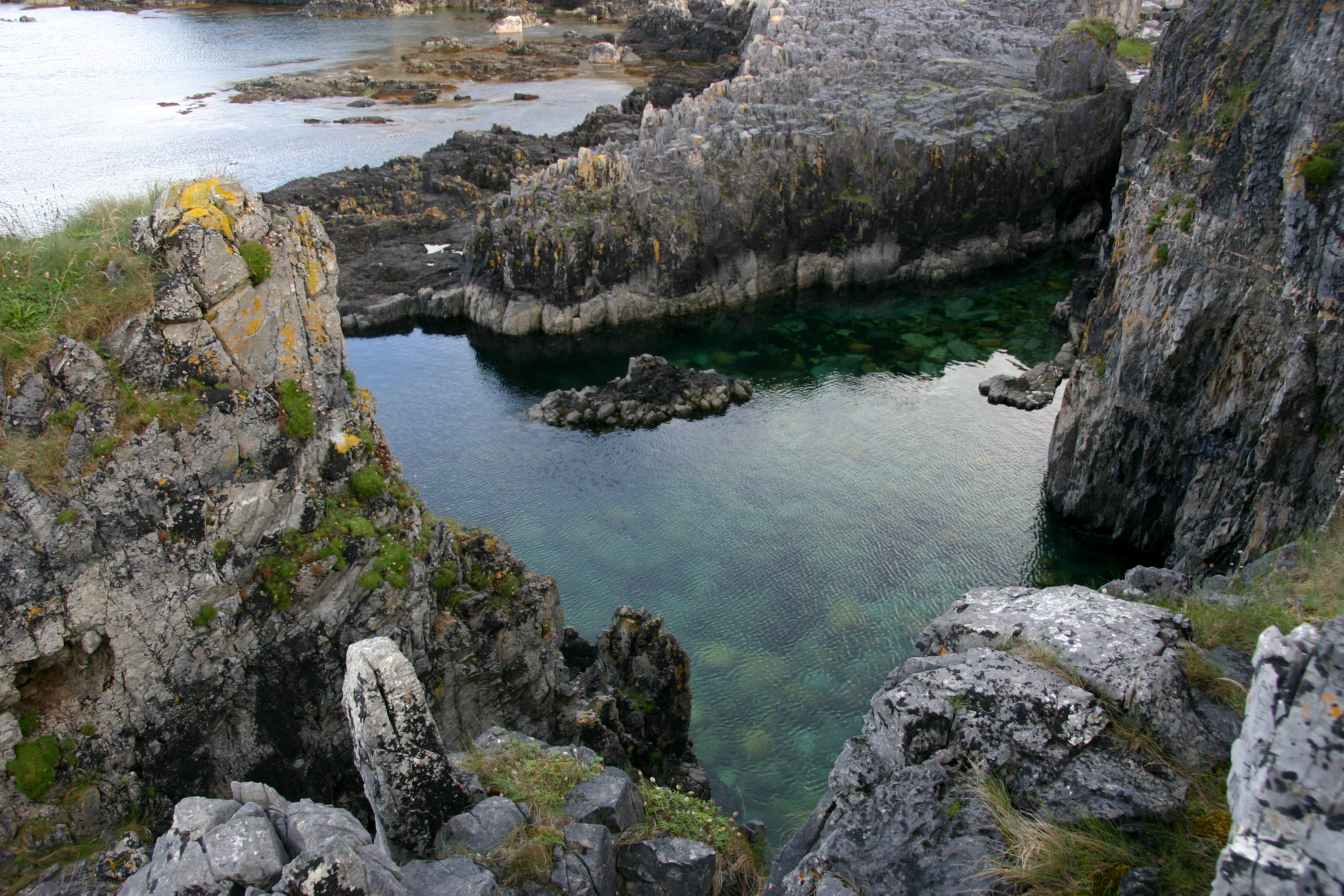
Zum Teil sehr stark zerklüftete Karbonate der Durine-Formation entlang der westlichen Sango Bay